# Beka
Béka (znanstveno ime Salix viminalis) je listopadno drevo iz družine vrbovk (Salicaceae).

## Opis
Beka je drevo z dolgimi, upogljivimi šibami, ki so jih v preteklosti veliko uporabljali za pletenje košar in drugih predmetov ter za vezanje v vinogradih. S šibami, ki so jih prej obdelali, so tudi opletali steklenice.
Drevo zraste povprečno od 4 do 5 metrov v višino, lahko pa celo do 10 metrov. Skorja drevesa je rjava in razpokana na deblu, veje pa imajo rumeno in gladko lubje. Listi, ki so dolgi do 10 cm so suličasto oblikovani ter imajo nepravilno rahko narezan rob. Na veje so nameščeni premenjalno, imajo kratek pecelj in v jeseni odpadejo. Zgornja stran listov je gladka in zelena, spodnja pa srebrno siva in poraščena z gostimi, zelo kratkimi dlačicami. 
Cvetovi, ki poženejo marca, so združeni v velike mačice s prostimi prašniki. Plodovi so sedeče kosmate glavice. 
Drevo se razmnožuje s potaknjenci in preko semen, kmetje pa pogosto drevo razmnožijo s tako imenovanimi »grebenicami«, vejami, ki jih zakopljejo v zemljo, da poženejo korenine, nato pa odrežejo del, ki poganja z matičnega drevesa.

## Razširjenost
Beka najbolje uspeva v mokri zemlji, razširjena pa je po vsej Evropi, pa tudi v severovzhodni Aziji in celo v Himalaji. Najraje se zadržuje ob vodi.

## Galerija
- Mačice
- Listi
- Ilustracija